# Scusi se le faccio mangiare polvere
Scusi se le faccio mangiare polvere (Excuse My Dust) è un film del 1920, diretto da Sam Wood, basato sul racconto The Bear Trap di Byron Morgan, uscito sul Saturday Evening Post nel luglio 1919.

## Trama
Il corridore automobilistico "Toodles" Walden – detentore del primato nella corsa Los Angeles-San Francisco -, sposando Dorothy, la figlia di J.D. Ward – proprietario della casa automobilistica Darco Company, della quale è attualmente un dirigente – ha fatto la promessa, specie ora che è diventato padre di un bambino, di astenersi non solo dal partecipare a ulteriori gare, ma dalla velocità stradale in genere.
J.D. Ward - ai suoi tempi anch'egli valente pilota – ha pure deciso di chiudere l'avventura agonistica della propria azienda, vendendo le sue ultime due macchine da corsa, per concentrarsi sulla produzione di vetture da strada, per le quali ha messo a punto un nuovo competitivo motore. L'azienda concorrente, la Fargot, presieduta da Mutchler (che ha comprato, sotto falso nome, le auto della Darco), ricorre a tecniche di spionaggio industriale e a condizionamenti mediatici per cercare di avere notizie su di esso: l'occasione propizia pare essere quella di una nuova gara fra le due città californiane come partenza e arrivo, nel corso della quale i piloti della Fargot avrebbero avuto modo, tramite espedienti non propriamente corretti, di prendere visione del nuovo motore.
La corsa, notturna, sta per avere inizio. I piloti della Darco e della Fargot sono pronti ai rispettivi posti di guida. "Toodles" Walden riceve un telegramma della moglie Dorothy, che si trovava a San Francisco col bambino, che gli chiede di recarsi al più presto nella città del Golden Gate, perché il piccolo è malato. La maniera più veloce per raggiungere San Francisco è quella di prendere in prima persona la guida dell'auto: Walden – nonostante le promesse, e in una situazione di emergenza - rimpiazza dunque il pilota designato e prende il via. Ma la sua auto non è quella col nuovo motore: quest'ultima viene presa in consegna da J.D. Ward stesso.
La gara è contraddistinta da incidenti, contrattempi ed acrobazie varie. J.D. la vince, Walden è secondo, i piloti della Fargot, nonostante i loro disonesti tentativi, sono di nuovo battuti. Quando Walden ed il suocero tagliano il traguardo a San Francisco, la malattia del bambino, fortunatamente, si rivela essere solo un falso allarme.

## Produzione
Le riprese esterne sono state effettuate a Los Angeles, San Francisco, e lungo la Pacific Coast Highway.
Il film è un sequel di The Roaring Road del 1919, sempre con Reid, Little, Roberts e Oliver che interpretano i medesimi personaggi. Il bambino che impersona il figlio di "Toodles" Walden era il figlioletto di Wallace Reid.
La pellicola, per l'uscita statunitense, constava di 5 rulli per una lunghezza totale di 1320 metri.

## Distribuzione
Distribuito dalla Paramount Pictures, il film è uscito nelle sale cinematografiche statunitensi il 21 marzo 1920. In data 1925 appare aver avuto distribuzione in Italia.
Scusi se le faccio mangiare la polvere è stato edito in DVD nel 2006, insieme a The Roaring Road (A Silent Double Feature starring Wallace Reid), e successivamente nel 2013 a cura della Alpha Video.

## Accoglienza
Sull'Exhibitors Herald del 20 marzo 1920 si può leggere: "Per quanto Scusi se le faccio mangiare la polvere non manchi di mantenere desta l'attenzione per tutta la sua durata, tuttavia l'azione principale del film è racchiusa nel suo momento culminante – una gara automobilistica notturna fra Los Angeles e San Francisco. Tutta l'animazione di una vera gara è resa con efficacia sullo schermo. Ci sono momenti di tensione. Reid interpreta con successo il ruolo di pilota di una delle auto vincenti. Theodore Roberts ha svolto un eccellente lavoro nel film. La sua interpretazione è accurata e presta importanti momenti di humour alla produzione."
Il giudizio positivo è condiviso nella recensione apparsa lo stesso giorno su Moving Picture World: "Scusi se le faccio mangiare la polvere non è soltanto un film che delizierà gli ammiratori di Wallace Reid, ma in generale darà soddisfazione a tutti i frequentatori dei cinema. (…) Reid, Theodore Roberts e la signora Little sono eccellenti. (…) È un bel film, e, con la sua azione rapida ed elettrizzante, non mancherà di piacere."